# Joan Baptista Ribera i Prat
Joan Baptista Ribera i Prat (Manresa, Bages, 1850 - Barcelona, 6 de març de 1908) fou un cal·lígraf i mestre català.
Fundà i dirigí col·legis del comerç al Masnou (1870) i a Manresa (1877) i a Barcelona (1891). Va fer composicions cal·ligràfiques decoratives i de traçat. També va inventar diversos tipus de lletres, com ara la rodona espanyola. L'any 1890 publicà el llibre Método racional de escritura inglesa.
Es casà amb Dolors Villaró Servitja. Llur fill Joan de Déu Ribera Villaró també fou mestre i pedagog.